# Eomoròpids
Els eomoròpids (Eomoropidae) són una família extinta de mamífers artiodàctils que visqueren a Àsia i Nord-amèrica durant l'Eocè, fa entre 48,6 i 55,8 milions d'anys. Se n'han trobat restes fòssils als Estats Units, el Pakistan i la Xina. Eren més petits i primitius que els calicotèrids, dels quals es distingeixen pel fet de conservar la primera dent premolar superior i un hipoconúlid a la tercera dent molar inferior. A més a més, les corones de les dents postcanines eren més baixes.